# Meniscomorpha hembrata
Meniscomorpha hembrata là một loài tò vò trong họ Ichneumonidae.